# Jaromir II
Jaromir II (ur. ok. 1218, zm. 20 sierpnia 1260) – książę rugijski w latach 1249–1260

## Życiorys
Jaromir II był synem Wisława I. Po raz pierwszy wystąpił w źródłach 8 listopada 1231 r. Od 28 września 1246 r. był współrządcą swojego ojca. W pierwszych latach rządów starał się o przyjazne stosunki z Pomorzem, zwłaszcza z hrabiami Chockowa wasalami książąt Barnima I i Warcisława III. Wspierał handel i zapewnił wolność żeglugi dla statków lubeckich. W 1249 r. statki lubeckie zniszczyły Stralsund co spowodowało czteroletnią wojnę kaperską. Lubeka utraciła swoje dotychczasowe przywileje do momentu wypłaty odszkodowania.
Jaromir II wspierał klasztory w Bergen na Rugii, Neuenkamp i Eldenie. Temu ostatniemu nadał w 1252 r. ziemię Reddevitz. Popierał także tworzenie klasztorów dominikanów i franciszkanów w Stralsundzie. W 1255 r. nadał prawo lubeckie miastu Bardo, a w 1258 r. Damgarten.
Niedługo później Jaromir II wmieszał się w konflikt między duńską koroną a arcybiskupami Jakobem Erlandsenem z Lund i Pederem Bangiem z Roskilde opowiadając się po stronie kościelnej. Do Schaprode na Rugii przybył wygnany z Danii Peder Bang. W kwietniu siły rugijskie wylądowały na Zelandii i w maju obległy Kopenhagę. Najeźdźcy dopuszczali się wielu gwałtów. W maju 1259 w Ribe zmarł król Danii Krzysztof I. Jego żona Małgorzata zmobilizowała oddziały chłopów z Zelandii, które poniosły klęskę pod Næstved. Po spustoszeniu Zelandii, Skanii i Lolandii Jaromir II wylądował na wyspie Bornholm i zniszczył królewską twierdzę Lilleborg. W 1260 r. na Bornholmie lub w Skanii został zasztyletowany przez mszczącą się kobietę.

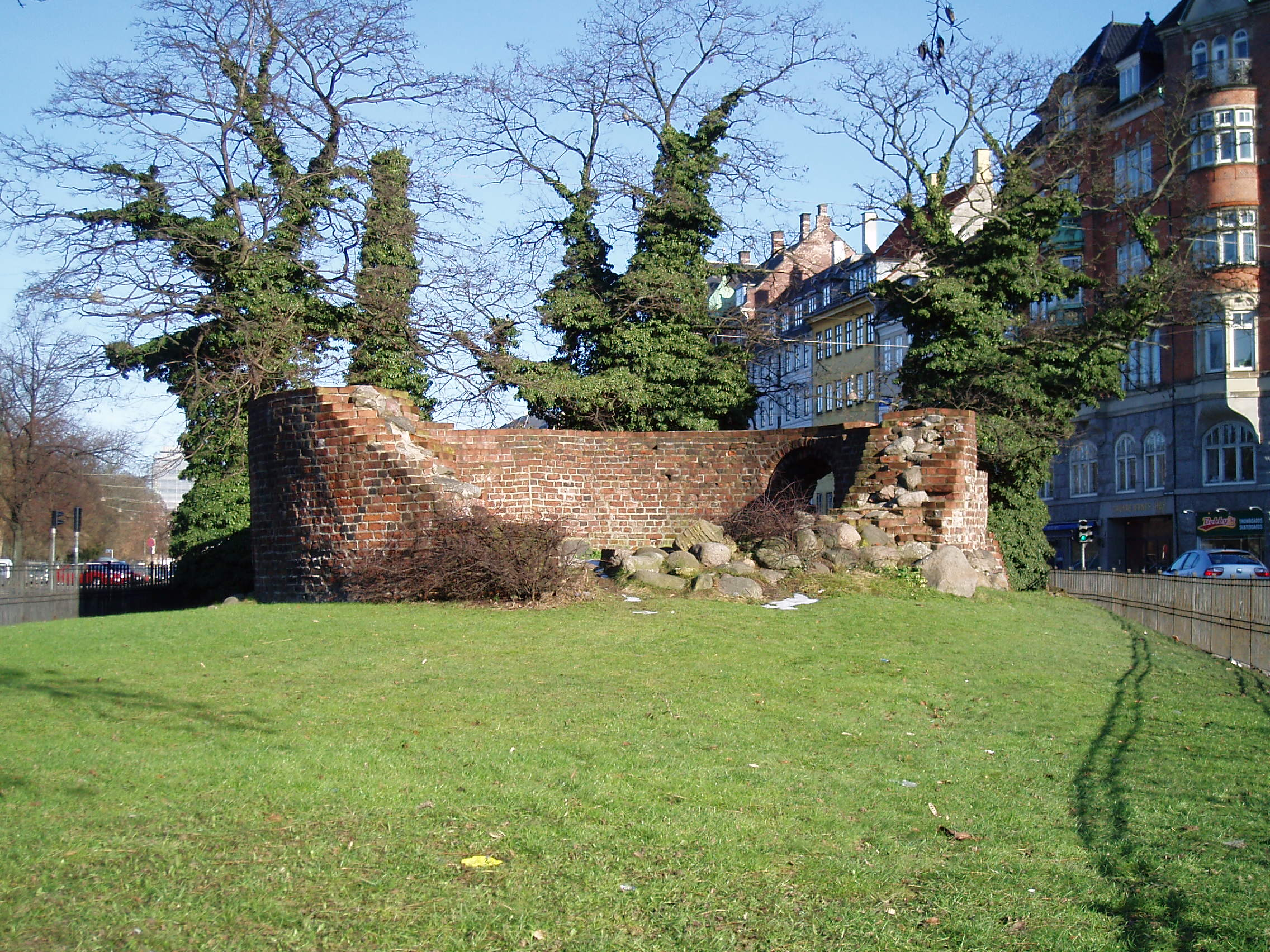
Jarmers Tårn w Kopenhadze

O walkach z udziałem Jaromira II w Kopenhadze przypomina dziś Jarmers Plads (Plac Jaromira) i Jarmers Tårn (Wieża Jaromira).

## Rodzina
Jaromir II ożenił się ok. 1240 z Eufemią (ur. przed 1225, zm. 29 kwietnia 1270), córką księcia gdańskiego Świętopełka II Wielkiego. Z tego małżeństwa pochodziło troje dzieci:
- Wisław II (ur. ok. 1240, zm. 1302) – książę rugijski od 1260
- Małgorzata (ur. ok. 1247, zm. 1272), poślubiła w 1260 księcia Szlezwika Eryka I.
- Jaromir III (ur. przed 1249, zm. przed 1285), współrządca Wisława II.